# Olympische Sommerspiele 2020/Teilnehmer (Vereinigte Arabische Emirate)
| Gelbes Symbol für Goldmedaillen mit stilisierten Olympischen Ringen | Graues Symbol für Silbermedaillen mit stilisierten Olympischen Ringen | Braundes Symbol für Bronzemedaillen mit stilisierten Olympischen Ringen |
| ------------------------------------------------------------------- | --------------------------------------------------------------------- | ----------------------------------------------------------------------- |
| —                                                                   | —                                                                     | —                                                                       |

Die Vereinigten Arabischen Emirate nahm an den Olympischen Spielen 2020 in Tokio mit fünf Sportlern in vier Sportarten teil. Es war die insgesamt zehnte Teilnahme an Olympischen Sommerspielen.

## Teilnehmer nach Sportarten

### Judo
| Athleten        | Wettbewerb | 1. Runde    | 1. Runde | 2. Runde  | 2. Runde | Achtelfinale  | Achtelfinale  | Viertelfinale | Viertelfinale | Halbfinale / Trostrunde | Halbfinale / Trostrunde | Finale / Platz 3 | Finale / Platz 3 | Rang |
| Athleten        | Wettbewerb | Gegner      | Ergebnis | Gegner    | Ergebnis | Gegner        | Ergebnis      | Gegner        | Ergebnis      | Gegner                  | Ergebnis                | Gegner           | Ergebnis         | Rang |
| --------------- | ---------- | ----------- | -------- | --------- | -------- | ------------- | ------------- | ------------- | ------------- | ----------------------- | ----------------------- | ---------------- | ---------------- | ---- |
| Männer          |            |             |          |           |          |               |               |               |               |                         |                         |                  |                  |      |
| Victor Scvortov | bis 73 kg  | Freilos     | Freilos  | T. Macias | 1s2:10s1 | ausgeschieden | ausgeschieden | ausgeschieden | ausgeschieden | ausgeschieden           | ausgeschieden           | ausgeschieden    | ausgeschieden    | 17   |
| Ivan Remarenco  | bis 100 kg | S. El Nahas | 0:10     | —         | —        | ausgeschieden | ausgeschieden | ausgeschieden | ausgeschieden | ausgeschieden           | ausgeschieden           | ausgeschieden    | ausgeschieden    | 17   |

### Leichtathletik
Laufen und Gehen 
| Athleten            | Wettbewerb | Vorlauf | Vorlauf | Runde 1 | Runde 1 | Halbfinale    | Halbfinale    | Finale        | Finale        | Rang          |
| Athleten            | Wettbewerb | Zeit    | Rang    | Zeit    | Rang    | Zeit          | Rang          | Zeit          | Rang          | Rang          |
| ------------------- | ---------- | ------- | ------- | ------- | ------- | ------------- | ------------- | ------------- | ------------- | ------------- |
| Männer              |            |         |         |         |         |               |               |               |               |               |
| Mohammed al-Hammadi | 100 m      | 10,59 s | 3       | 10,64 s | 8       | ausgeschieden | ausgeschieden | ausgeschieden | ausgeschieden | ausgeschieden |

### Schießen
| Athleten         | Wettbewerb | Qualifikation   | Qualifikation | Finale          | Finale        | Rang |
| Athleten         | Wettbewerb | Ringe/ Scheiben | Rang          | Ringe/ Scheiben | Rang          | Rang |
| ---------------- | ---------- | --------------- | ------------- | --------------- | ------------- | ---- |
| Männer           |            |                 |               |                 |               |      |
| Saif Bin Futtais | Skeet      | 117             | 24            | ausgeschieden   | ausgeschieden | 24   |

### Schwimmen
| Athleten            | Wettbewerb     | Vorlauf | Vorlauf | Halbfinale    | Halbfinale    | Finale        | Finale        | Rang |
| Athleten            | Wettbewerb     | Zeit    | Rang    | Zeit          | Rang          | Zeit          | Rang          | Rang |
| ------------------- | -------------- | ------- | ------- | ------------- | ------------- | ------------- | ------------- | ---- |
| Männer              |                |         |         |               |               |               |               |      |
| Yousuf al-Matrooshi | 100 m Freistil | 51,50 s | 50      | ausgeschieden | ausgeschieden | ausgeschieden | ausgeschieden | 50   |